# Částkov (Žumberk)
Částkov je místní částí městyse Žumberk, ležící v okrese Chrudim, v Pardubickém kraji.
V roce 2005 zde žilo 12 stálých obyvatel. Vsí prochází silnice IV. třídy ze Žumberka do vsi Podlíšťany. Nezpevněná cesta spojuje Částkov s Loučkami. Pod východním okrajem vsi protéká ve strži Bratroňovský potok, přítok Ležáku. Na vsi není žádné občanské vybavení, nejbližší hospoda se nachází v Podlíšťanech. Náves tvoří velká travnatá plocha na západě osady. Směrem na Podlíšťany se nachází po pravé ruce malý rybníček. Kolem cesty na Loučky je chatová osada. Ostaně zástavbu Částkova tvoří právě hlavně rekreační objekty. Kolem Částkova jsou pásy lesů, pastvin a polí. Dle horopisného dělení leží Částkov v Železných horách.